# R&Q
R&Q — ответвление (форк) &RQ, созданное Rapid D и поддерживаемое сообществом R&Q Team. Это последний форк &RQ.

## История
R&Q — интернет-пейджер, который является альтернативой официальному клиенту ICQ. Программа не требует инсталляции и официально распространяется в архиве, также существует неофициальный инсталлятор программы, выкладываемый на официальном форуме сообщества R&Q.
R&Q является продолжением некогда популярного, но ныне не поддерживаемого автором проекта под названием &RQ, созданием и разработкой которого занимался Rejetto (Massimo Melina). У &RQ также существовало и другое одноимённое (&RQ) продолжение, с закрытыми исходными кодами, разработчиком которого являлся Shyr. Во избежание путаницы между довольно разными клиентами было принято решение сменить название.

## Сообщество
Обсуждение нововведений и планов по развитию программы происходит на официальном форуме, где участвуют как авторы, так и сторонние разработчики, занимающиеся плагинами к R&Q. Каждому новому релизу соответствует тематическое сообщение на форуме — например, обсуждение версии 1100 растянулось более чем на 40 страниц.
Каноническим стала отсылка пользователей в RQ-водство, используемое по аналогии с интернет-мемами «погугли» или «читай маны».
Особняком стоит слаборазвитое комьюнити в Живом Журнале.

## Возможности

### Особенности
- Поддержка серверного контакт-листа, сохранена возможность хранить контакты, не добавляя их на сервер.
- Встроенный антиспам-бот с возможностью фильтрации и несколькими контрольными вопросами.
- Проверка на невидимость (из-за конфликтов с протоколом временно отключена).
- База данных контактов.
- Расширенные антиспам-настройки
- Поддержка плагинов, в том числе сторонних разработчиков.
- Поддержка Windows 98 (до версии 1105 Full[7]).
- Поддержка X-Traz статусов.
- Отображение клиентов собеседников (некоторые клиенты из числа распространённых не отображаются).
- Автоматическая транслитерация сообщений.
- Персональные темы оформления контактов и групп.
- Работа с прокси.
- Портативное использование: R&Q с первых версий умеет работать с флеш-носителя на других компьютерах без предварительной установки.

### Передача файлов
14 мая 2008 года начато открытое тестирование передачи файлов, тестовый билд программы 1103.
Релиз получил индекс 1105 и предназначен для повседневного использования.
В билде 1106 передача файлов стабильна и полностью работоспособна, ведутся мелкие доработки функционала по пожеланиям пользователей.

### Плагины
Благодаря плагинам, существует возможность придать программе новые, ранее недоступные возможности. Существуют плагины, разрабатываемые сразу под несколько клиентов — например, Chess4Net, доступный в том числе и для Miranda IM.

## Open R&Q
Open R&Q (версия R&Q, портированная на Lazarus) — мультиплатформенный аналог (ответвление, форк) R&Q, созданный 23 апреля 2007 года, доступная через SourceForge. Последняя версия 0.0.5 и она не предназначена для использования. Базируется на исходных кодах R&Q 1019, распространяется под лицензией GPL. Интерфейс можно собрать для GTK+ и WinAPI. В списке разработчиков 6 человек, среди них и Rapid D.
Разработчики не спешат выпускать бинарные сборки, но энтузиасты собрали на основе исходников из SVN пакеты и выкладывают их на форуме R&Q.
Разработчики забросили этот проект.

## Исходный код
Авторы программы публикуют исходный код со значительной задержкой (что можно трактовать как нарушение условий лицензии GPL). По заявлениям на форуме, это связно с параллельной разработкой версии от Shyr’а.
Версия исходных кодов 1100 стала доступной для скачивания 8 апреля 2009 года.
Исходный код последнего релиза 1123 стал доступен 22 мая 2014 года, автор согласен принимать коммиты.
Кроме исходных кодов, разработчикам предоставляется описание API для разработки плагинов.

## История некоторых релизов[11]
| Версия      | Дата выхода | Примечания |
| ----------- | ----------- | --- |
| 1010        | 05.10.2005  | Добавлена регистрация новых UIN. |
| 1031        | 19.05.2006  | На русский переведены все пункты настроек. |
| 1039        | 12.07.2006  | Больший переход на GDI+. |
| 1067        | 29.03.2007  | Интеграция контакт-листа в окно чата. |
| 1069        | 27.05.2007  | Поддержка серверного контакт-листа. |
| 1075        | 12.12.2007  | Переработан формат тем, смайлы и темы отдельно. |
| 1100        | 28.12.2007  | Релиз стабильной версии. После изменения протокола на серверах ICQ от 30 мая 2008 года версия стала неработоспособна, но после повторного изменения 21 января 2009 года старые версии заработали. |
| 1103 (beta) | 14.05.2008  | Тестирование протокола передачи файлов. |
| 1105 (beta) | 31.07.2008  | Исправление подключения после изменения протокола ICQ 30 мая 2008 года. |
| 1105        | 10.08.2008  | Релиз стабильной версии. |
| 1106 (test) | 16.10.2008  | Unicode-версия программы. |
| 1107 (test) | 22.01.2009  | Исправление подключения после изменения протокола ICQ 21 января 2009 года. |
| 1108 (test) | 25.02.2009  | Возможность шифровать db5, соединение с SSL, шифрование сообщений со старым QIP. |
| 1109 (test) | 29.10.2009  | Различные исправления и добавление новых возможностей. |
| 1110        | 27.06.2010  | Релиз стабильной версии. |
| 1111        | 15.10.2010  | Различные исправления и добавление новых возможностей. |
| 1112        | 24.11.2010  | Различные исправления и добавление новых возможностей. |
| 1113        | 23.01.2011  | Показ дополнительного статуса в юникоде, различные оптимизации. |
| 1114        | 05.03.2011  | Изменён формат шифрования паролей. |
| 1115 (test) | 29.03.2011  | Различные исправления и добавление новых возможностей. |
| 1116        | 18.04.2011  | Исправление ошибок. |
| 1117        | 30.05.2011  | Исправление ошибок. |
| 1118 (test) | 16.06.2011  | Исправление ошибок, поддержка APNG. |
| 1119 (test) | 01.07.2011  | Улучшения в работе с многопоточными плагинами. Сохранение порядка чатов. |
| 1120        | 19.07.2011  | Релиз стабильной версии. |
| 1123        | 07.11.2012  | Исправление ошибок. |

| Легенда: | Не поддерживается | Текущая версия | Тестовая версия |

## Интересные факты
- R&Q умеет пересылать графические файлы размером до 5,5 килобайт, но только на аналогичный клиент. На удалённой машине картинку можно не только просмотреть в окне чата, но и сохранить на жёсткий диск.
- Баг високосного года, при котором 1 марта программа не запускалась без редактирования конфигурационных файлов или изменения даты на компьютере[12]. Схожий баг наблюдался 29 февраля (за день до описываемого события) в &RQ.